# DeForest Buckner
DeForest Buckner (* 17. März 1994 in Waiʻanae, Hawaii, Vereinigte Staaten) ist ein American-Football-Spieler für die Indianapolis Colts in der National Football League (NFL) und spielt auf der Position des Defensive Ends und des Defensive Tackles. Er spielte College Football an der University of Oregon. Von 2016 bis 2019 spielte er für die San Francisco 49ers.

## Frühe Jahre
Buckner besuchte die Punahou School in Honolulu. Er war ein Vier-Sterne-Rekrut von Rivals.com. Im Januar 2012 verpflichtete ihn die University of Oregon, um College Football zu spielen. Buckner spielte auch Basketball in der Highschool.

## College
Buckner spielte 13 Spiele als Neuling im Jahr 2012 und begann zweimal als Starter. Er beendete das Jahr mit 29 Tackles und einem Sack. Im zweiten Jahr (2013) begann Buckner acht von 13 Spielen und bekam 39 Tackles und 2,5 Sacks zugeschrieben. 2014 beendete er als Junior das Jahr mit 81 Tackles und 4,0 Sacks. Buckner erreichte im letzten Jahr (Seniorsaison) sein Karrierehoch von 83 Tackles und 10,5 Sacks. Buckner gab nach seiner Seniorsaison offiziell bekannt, dass er am NFL Draft 2016 teilnimmt. Er war einer der höchst gehandelten Defensive Ends im NFL Draft 2016.

## NFL
Buckner wurde von den San Francisco 49ers in der ersten Runde als siebter Spieler des NFL Drafts 2016 ausgewählt. Buckner spielte in der Saison 2016 fünfzehn Spiele von Anfang an. 
Er verpasste nur ein Spiel (gegen die Arizona Cardinals) aufgrund einer Fußverletzung. Am Ende der Saison 2016 wurde Buckner ins 2016 PFWA All-Rookie Team gewählt.
Er stand mit seinem Team im Super Bowl LIV, in dem er den Kansas City Chiefs mit 20:31 unterlag. Nach der Saison einigten sich die 49ers am 16. März 2020 auf einen Trade von Buckner zu den Indianapolis Colts, die dafür ihren Erstrundenpick nach San Francisco schickten.